# Emre Elivar
Emre Elivar (Ankara, 21 agosto 1976) è un pianista turco.

## Biografia

### Primi anni
Emre Elivar iniziò i suoi studi e si laureò presso il Conservatorio di Stato ad Ankara. La borsa di studio DAAD rese possibile la sua ulteriore formazione e specializzazione presso le accademie musicali "Carl Maria von Weber" di Dresda e "Hanns Eisler" di Berlino, presso quest'ultimo conseguì la laurea e il titolo "Konzertpianist".

### Carriera
Tra i suoi concerti in ambito internazionale i recital più importanti sono sicuramente la prima esecuzione de Il clavicembalo ben temperato di JS Bach in Turchia durante l'Istanbul International Music Festival nel 2005, le Great Variations del 2008 di nuovo per l'Istanbul International Music Festival con opere di Mendelssohn (Variations Sérieuses op. 54), Brahms (entrambi i libri delle Paganini-Variations op. 35) e Beethoven (Variazioni Diabelli op. 120) e il suo debutto negli Stati Uniti a Washington DC nel 2009, organizzato da "Embassy Series", dedicato alle opere raramente eseguite da R. Schumann e Chopin. In uno dei suoi ultimi concerti l'artista ha stregato un pubblico molto esigente a Istanbul con opere di Šostakovič (Aforismi op. 13 e la 2° Sonata op. 61) e di Prokof'ev (Visions Fugitives op. 22, Sarcasms op. 17 e la 2° Sonata Op. 14). Come solista si è esibito con orchestre come la Konzerthausorchester Berlin, la Nordwestdeutsche Philharmonie, la Dortmunder Philharmoniker, la Staatsorchester Kassel, l'Anhaltische Philharmonie Dessau, la Bilkent Symphony Orchestra, la Borusan Istanbul Philharmonic Orchestra, l'Orquestra Nacional do Porto, la Lithuanian Chamber Orchestra, ecc.

### Vita privata
Emre Elivar vive e lavora a Berlino.

## Registrazioni
Insieme alla registrazione di Brema della Suite francese n. 3 BWV 817 di J. S. Bach e del Concerto n. 1 di F. Liszt, l'artista ha anche registrato importanti opere di diversi compositori turchi e recentemente un album doppio le Tre ultime sonate op. 109, 110, 111 e le Variazioni Diabelli, op. 120 di L. v. Beethoven. Il suo nuovo CD recentemente pubblicato dalla Sony BMG con opere di F. Schubert (Tre pezzi per pianoforte D 946) e R. Schumann (Symphonic Etudes op. 13) ha ottenuto ottime recensioni a livello internazionale. Il momento clou della stagione 2009/2010 è stato sicuramente il suo concerto nel giugno 2010, totalmente dedicato a Schumann contenente entrambe le sue sonate, trasmesse in diretta per onorare il 200º compleanno di Schumann da parte di 50 membri dell'EBU (Unione europea di radiodiffusione).

## Premi
Emre ha vinto molti premi in altrettanti concorsi internazionali di pianoforte:
- 1998 - 4º premio al 7º Concorso Pianistico Internazionale "Perfecto Garcia Chornet" a Valencia, in Spagna
- 1999 - 3º premio al 16º Concorso Pianistico Internazionale Cidadão do Porto, a Porto, Portogallo
- 1999 - 2º premio e premio speciale per la migliore interpretazione di un brano di J.S. Bach e di un pezzo del periodo romantico al 7ºConcorso Pianistico Internazionale di Brema
- 2000 - 3º premio al 42º Concorso Internazionale Mondiale di Piano di Cincinnati
- 2001 - Premio Steinway
- 2002 - Premio Artur Schnabel
- 2003 - Premio Concorso Pianistico Vendome per Germania e Svizzera